# قاي برتراند (كيميائي)
قاي برتراند (بالإنجليزية: Guy Bertrand)‏ هو كيميائي أمريكي، ولد في يوليو 1952 في ليموج في فرنسا.